# 神狩り
『神狩り』（かみがり）は、山田正紀による中編SF小説。

## 概要
『S-Fマガジン』（早川書房）1974年7月号（通巻187号）に一挙掲載された（掲載されたのは、現在の第一部・第二部で、第三部は単行本用に追加された。)
山田の商業誌デビュー作である。また、1975年に第6回星雲賞日本短編作品部門を受賞した。デビュー作で星雲賞を受賞するのは山田が初であり、以降、2017年に第48回星雲賞で草野原々が『最後にして最初のアイドル』でデビュー作・星雲賞受賞となるまで無かった。
山田は1975年に『弥勒戦争』を、1977年に『神々の埋葬』を上梓している。どちらも本作と直接のつながりはないが、人類を超越する存在としての「神」を題材とするところから、本作を含めて「神シリーズ」「神三部作」と呼ばれるようになった。
ほかにも、『神獣聖戦』シリーズ（1984-1986年）や『機械神ヴァイブ』シリーズ（1985-1988年）など「神」に挑む作品を描き続けている。筆者の山田にとってはなぜこれほど「神」に固執するのかは自分でもよくわかっていないと語っている。
2005年には本作の続編となる『神狩り2 リッパー』が上梓されている。
『S-Fマガジン』掲載時には「抱負」と題された山田の文章が掲載されており、その中で自分が表現者としてSFを選んだ理由として「想像できないことを想像する」という語を挙げており、SFならばそれが可能なのではないかと思ったことが記載されている。これに対し、本作のハルキ文庫版で解説を執筆した大森望は単行本化の際に加筆されたプロローグにも登場するルートヴィヒ・ウィトゲンシュタインの著作『論理哲学論考』で挙げられる命題「語りえぬものについては、沈黙しなければならない」に対するアンサーソングであろうと推測している。この「想像できないことを想像する」というフレーズは山田のSF作品を形容する表現として、たびたび引用されるようになった。
また、山田自身は、エリック・フランク・ラッセルのSF小説『超生命ヴァイトン』が元になっているとも語っている。
SFとしては「古代文字=神の言葉」だけのワンアイデア作品であり、それ以外の部分は「見えない力と懸命に闘う若者を描いた青春小説」として読むことができると大森は指摘する。本作に登場する「連想コンピュータ」などSF的なディテールは作品内では詳細されていないが、逆にそのことが時を経ても古さを感じさせない要因ともなっている。山田自身は、1998年6月に京都で開催された関西ミステリ連合の大会において、本作をSFだとは思っていない意味の発言をしている。

## あらすじ

### プロローグ
ルートヴィヒ・ヴィトゲンシュタインは神と対立するために師であるバートランド・ラッセルに協力を要請するが断られる。それでもヴィトゲンシュタインは「語り得ぬこと」を語ることを止めなかった。

### 第1部 古代文字
若き天才情報工学者島津圭助は、ミステリー作家の竹村の依頼で、ある遺跡で未発見の古代文字の調査に加わったが、落盤事件で文字は消え、竹村は死す。島津はその事故の直後、遺跡内で不審な男を目撃する。遺跡内での事故で死亡者を出したことで謹慎を余儀なくされた島津は、謹慎中ながらも事故の前に写真に撮っていた古代文字の分析を行っていたところ、その古代文字が論理記号を2つしか持たないことを（通常、人間の思考には5つの論理記号を必要とするとされる）発見する。島津は及川と名乗る諜報組織の男に監禁されるが、監禁先でコンピュータを用いることを許され古代文字の研究を進めた。そして、古代文字の関係代名詞は13重に入り組んでいることがわかる（人間は、関係代名詞が7重以降の文章を理解できないと、作中では説明されるが、これは山田の創作であると、自身で発言している。）。オデッサのメンバーを及川が拷問するいざこざの中で、島津は、遺跡で見た不審な男がジャクスンという人物であることを知った。
島津の監禁は唐突に終わり、及川に代えて、宗と名乗る人物から改めて仕事を依頼される。島津は芳村老人、霊能力者の理亜（ユリア）という女性から、古代文字は神の文字であり、芳村達は神と戦おうとしていること、芳村たちの仲間だった宗の父親は神に殺されたこと、死んだ竹村も芳村たちの仲間だったこと、及川たちは神と手を結ぼうとしていること、ジャクスンは人間が神に手を出すのを止めようとしていることを聞く。島津は芳村たちの仲間に誘われる。

### 第2部 挑戦者たち
アメリカ軍の黒人兵士たちの暴動事件が起き、及川たちのアジトは壊滅した。神の関与は不明であった。島津は古代文字の論理記号が2つしかないこと、関係節は13重に入り組んでいること（人間は、関係代名詞が7重以上入り組んだ文章を理解することができない）に加え、古代文字がツリー構造をしていることから、全ての単語が一義的であるのではと考える。
芳村、宗、島津はジャクスンと会うが、ジャクスンは神と協力し古代文字を破壊する活動をしていた。芳村はジャクスンの力を借りて、神と会い、戦って死んだ。芳村を追うように理亜も死ぬ。宗と島津は、S大の学生を焚き付けて、大学を占拠させ、その隙にS大の「連想コンピュータ」を利用して古代文字を解析する。何らかの手掛かりをつかめそうになったが、学生運動は機動隊によって壊滅させられ宗も命を落とした。

### 第3部 再び……
島津はS大の学生運動の首謀者として警察に指名手配される。島津は霊能力者で、かつ、死んだ理亜と似た雰囲気をもつ如月啓子を通じて、霊能力者を集めているというアルバート脇田に出会う。脇田はNASAの関係者であり、ある写真を島津に見せた。島津は即座にその写真が例の古代文字だと指摘したが、脇田が言うにはそれは火星の運河を写した写真であった。島津はNASAに協力し、ジャクスンと再会。神の手先であるジャクスンを殺害すると共に、死んでいった者たちの死を無駄にしないため、神と戦うことを決意する。

## 書誌情報
神狩り
- 日本SFノヴェルズ（早川書房）
1975年 全国書誌番号:75008027
  - 装画 金森達
  - プロローグ、第3部が加筆され、雑誌掲載分も修正が加えられている。

- 角川文庫
1977年 全国書誌番号:77030909
  - 装画 福田隆義、解説 矢野徹

1980年 ISBN 4-04-144601-5
- ハヤカワ文庫
1976年 全国書誌番号:75082706
  - 装画 武部本一郎、解説 伊藤典夫

1990年 ISBN 4-15-030088-7
  - 装画 佐藤道明

1995年 
  - 装画 宇野亜喜良

2010年4月5日発売 ISBN 978-4-15-030994-7
  - 書き下ろし「三六年目のあとがき」、解説 神林長平
  - 装幀 坂野公一

- ハルキ文庫
1998年8月 ISBN 4-89456-441-6
  - 装幀 三浦均、芦澤泰偉、解説 大森望